# 全球化与中国女性
全球化与中国女性这个研究命題，考察的是在20世纪由全球化引起的政治和经济变革中，中国女性的角色和地位。全球化是指世界上不同国家之间在人、产品、文化和政府方面的互动和一体化。贸易、投资和信息技术促进了全球化。在中国，全球化影响着女性的权利和性别等级，例如家庭生活方面的婚姻和长子继承制，工作方面也有同样影响。在全球化进程中，这些变化改变了女性的生活质量和机遇。
性别不平等的动态变化与执政政权的意识形态原则相关。在中国帝制时期，儒家学说的社会模式占主导地位，它是东方哲学的普遍思想。儒家思想强调道德、品质、社会关系和現狀。孔子宣扬仁和有教无类。王朝统治者和理学家们将他们的信仰运用于社会等级中，尤其是在家庭环境中，以对女性进行身体和社会上的限制。在社会生活中，女性亦无法拥与男性同等的权力。19世纪和20世纪交接的清末民初，中国社会巨变，开启中国现代化、工业化的进程。中国意图重新融入国际社会，因而放弃了儒家思想中传统的女性观念，女性的社会角色也因此改变。1949年中华人民共和国成立之初，在政府主导下，初步建立国家工业体系，随着中国社会进入工业化、城市化时代，传统的性别角色有着更为巨大的改变。1970年代末，毛泽东的去世及随后出现的改革开放，中国在贸易、政治和社会理想等领域中开始了大量的国际交流。自20世纪80年代以来，妇女权利运动呈上升势头，已经变为全国性的问题和现代化的标志。

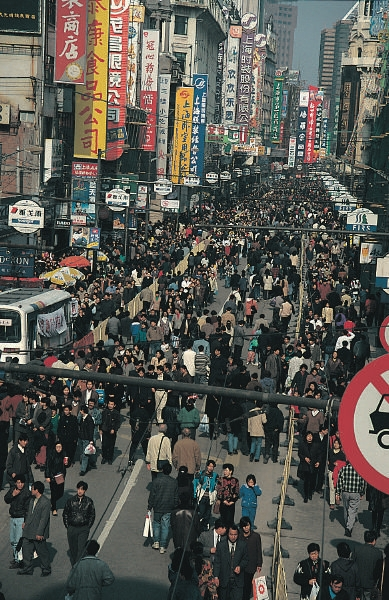
中国拥挤的街道（如同世界上其他许多人口密集的城市一样）说明了全球化的影响。

在农村地区，传统上妇女与其家人一同劳作生产茶、水稻等农作物。在城市地区，部分妇女在工厂工作，远离家乡生活。这些工厂中的大部分工人都是年轻的女孩，她们把收入寄回家。为了维护妇女在工厂的权益，建立了工会和劳动组织。在家里，女人则负责照顾孩子、做饭这些事情。

## 西方偏见
西方学术界历来就用从属和牺牲这两个词来形容传统中国女性。这些理念大都建立在西方意识形态和政治議程的基础上，虽带有强烈的种族优越感，却被广泛接受。早期的欧洲作品中关于中国女性的形象是由传教士和人种学者在19世纪得出的结论。传教士的目标是“教化中国”，并且在他们的作品中持续突出弱势和受害的主题，这种理念促使学者把女性的从属地位作为一种证实中国文化和儒家原则的手段。
在20世纪70年代，随着女权运动的逐渐形成，他们开始影响中国女性的文学形象。从这一时期开始，关于中国女性的研究开始关注妇女解放并且开始同情女权运动。这个观点在很大程度上影响了研究的主题和方法。虽然有了观点上的转变，但论述的焦点仍在从属关系、父权压迫和受害上。这些研究对缠足以及寡妇的贞洁这类问题进行了检查。女权主义作家在文学作品中的阐述并没有消除有关妇女的软弱、屈从的论调。这些作品提供了一种之前尚未阐明的偏见。女权主义者认为中国女性是“普遍从属气质女性”的一部分。这种思路体现了西方女性固有的文化优越感。描述中国女性的作品很少对时间、种族、阶级、宗教和年龄等的差异作出说明，而是更愿意将中国女性的形象描述为一种静态的、单一的、固有的中国文化，尽管不同的政治理念和地域边界定义了不同的地区，经济和社会的变化贯穿了整个历史。

## 女性压迫史

### 传统的角色和儒家思想
从汉朝（公元前206年-公元220年）直到现代（1840-1919），学者和统治者在中国发展形成了一种以男性为主导的父權社会。儒家思想是中国男权社会发展的根源，强调性别的差异以及男女在家庭生活中所扮演的不同角色。这种意识在整个唐朝得到延续（618年-907年），女孩子在很小的时候就被教导要顺从他们的父亲，然后是她们的丈夫，继而是她们的儿子。在宋朝（960年-1297年）时期，儒家学者进一步发展了更多限制女性的父权传统，包括女孩从小就开始缠足。

### 婚姻生活
为了获取两个家庭间的联盟，中国传统的婚姻制度是由新郎和新娘的父母安排，以确保延续家族血脉。在后周时期，出现了三种形式的婚姻。在这三种婚姻中，中国女性的主要功能是生孩子。第一种婚姻叫做抢婚，新郎会在黄昏时到准新娘的家里把她“绑走”。第二种叫做买婚，女性被卖给丈夫。女性一旦被购买，就变成了丈夫的私有财产，可以任意买卖。第三种婚姻形式是包办婚姻，这类婚姻是通过一个媒人作为两个家庭之间的中间人来完成的。如果没有媒人，婚姻可视为不被承认的，并且丈夫有权解除婚姻。已婚妇女在家庭中的角色取决于配偶的社会地位，但是不论社会地位如何，已婚妇女的首要任务就是生一个儿子去延续家族的香火。另外，已婚妇女要顺从自己的公婆，把他们当成自己的亲生父母。
中华人民共和国成立后的第二年颁布了1950年婚姻法。它宣布废除以包办婚姻，强迫婚姻，男性至上以及漠视儿童利益为特点的封建婚姻制度。该法律还规定了成人的离婚权利，包括婚姻自由，将婚姻的权利由父母这一代转移到年轻人自己这一代等内容。

### 五四运动

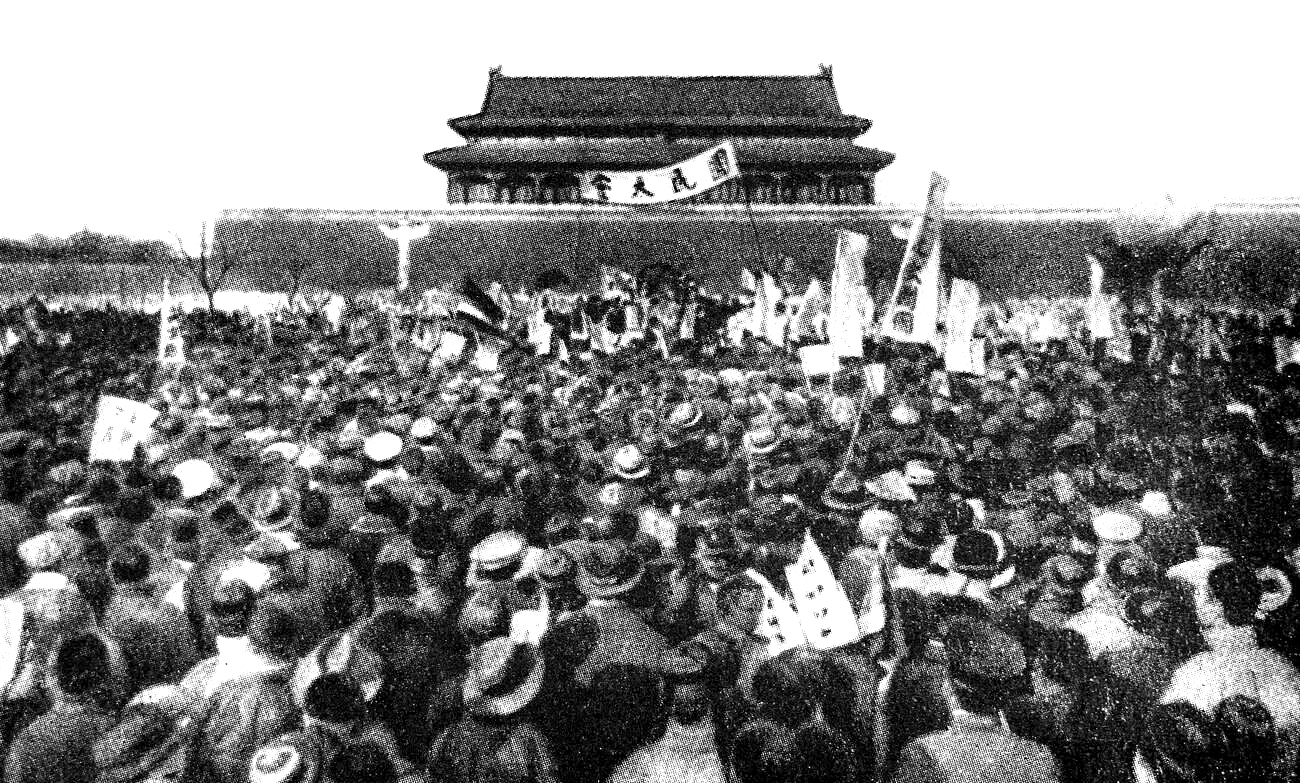
五四运动中的抗议者

1916年左右，新文化运动开始，持续到20世纪20年代。发生于1919年5月4日的五四运动，是由国立北京大学的学生领导的反对政府的游行示威运动，他们在抗议中要求废除儒家思想并且改变传统价值体系。许多人认为中国问题的解决之道在于采取西方平等和民主的观念。由于运动强调团队协作和宣传，女性也参与到了众多的集体任务中，比如出版，编剧和筹资等，使她们获得了更多的与男性社会接触机会，并且得到了尊重。

## 中国女性的家庭生活

### 缠足

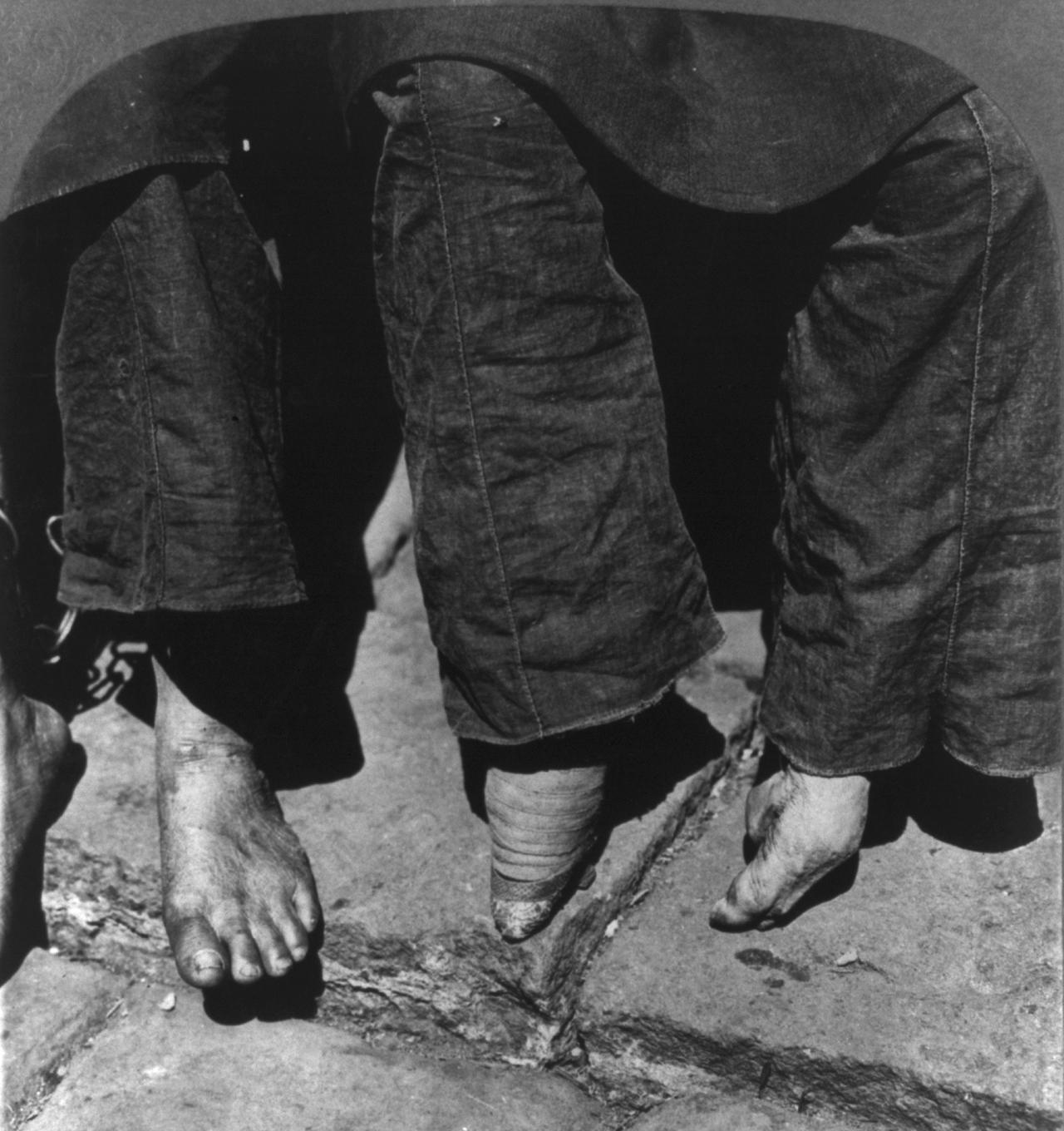
正常脚妇女（左）与缠足妇女的对比。

在缠足的过程中，女性双脚的形状被破坏，脚趾被包裹起来，使双脚看起来更尖更小。这些“紧握的肉团”看起来更具吸引力，且更吸引男性，这种做法被作为婚姻的先决条件，并从母亲到女儿代代相传。特殊的鞋子还被制作了出来以突出女性的小脚。缠足的过程是很痛苦的，而且往往使女性局限于自己的房间里。少数下层阶级的女性可以不用缠足，因为她们必须能够正常行走以完成家务。对女性来说，缠足也因此成为上层阶级和富足的象征。帝制时期的中国男性改革派为自己着想认识到中国妇女解放是必要的。中国在国际层面经历的耻辱专项了中国“妇女”。缠足很自然的被视作“民族耻辱”，并且是理应摒除的习气，于是在19世纪90年代到20世纪初反缠足运动激烈进行。此外，辛亥革命后的新政府也禁止了缠足行为。因此在1900到1920年间，缠足在沿海地区逐渐消失。然而直到20世纪30年代，甚至在20世纪50年代，这种做法在内地依然很普遍。这种做法自13世纪被创立以来，就已多次被宣布为不合法。最终在1949年左右，缠足在共产党执政时被禁止。

### 拐卖妇女
女性被妇女拐卖团伙拐卖，他们绑架年轻的妇女和女孩并把她们运送到离家很远的地方进行贩卖。她们的证件和档案被带走，然后被其他男性购买，买主禁止她们出门，以防她们逃跑。一些妇女一旦听命于这个家庭并且有了孩子，就会对这个家庭产生责任感。更何况她们也没办法逃脱。这种做法在毛泽东和共产党执政时期就已经被禁止，买妻子的男人会有牢狱之灾，拐卖和运送妇女的人将面临最高達死刑的懲罰。

### 儒家思想和共产主义
在儒家思想的影响下，中国家庭是典型的家长制家庭，因为男性可以继承父姓并沿袭家族血统；女性则被认为是男性的从属。共产党执政后通过经济改革改变了中国的社会结构，家庭结构也因此而改变。四旧（四旧）-旧观念、旧习惯、旧风俗、旧文化都被摒弃，被共产主义思想所取代，尤其是在文化大革命期间。经济体制转变为完全由政府控制，几乎没有机会去拥有私有财产和公共财产。集体化摧毁了“宗族本位”系统，对工人的积极性和家族的忠诚产生了很大影响。
传统的社会结构通过文化大革命进一步衰退。红卫兵使家庭成员之间相互反目以找出“阶级敌人”，然后送去进行“再教育”，最终导致家庭关系的丧失。女性的地位通过一系列法律例如禁止包办婚姻、纳妾、嫁妆和订立娃娃亲等提升到与男性平等的地位。在这些婚姻法的规定下，女性享有婚后财产共有权以及申请离婚的权利。
在共产党的领导下，女性的地位有了很大的提高，她们获得外出工作的权利。共产党的统治也终结了缠足、娃娃亲、卖淫和包办婚姻的做法。中国已经减少了家庭暴力，因为政府支持的基层项目打击这种做法。但仍然有相当一部分女性小学阶段便辍学，因为父母觉得女儿读书没用，反正要嫁出去。

### 人口控制
在改革时期，中国共产党实行生育控制政策。共产党在1953年使人工流产合法化，并且在1954年成立了公共计划生育研究小组。1956年虽然推动限制生育，但是没有产生立竿见影的效果。1979年开始实施计划生育政策，至今仍然有效。
另一个控制人口的事实就是溺杀女婴的现象普遍存在。因为独生子女政策，大多数家庭都想生一个男孩而不是女孩。自20世纪80年代已来，由于重男轻女的思想观念，以及可以辨认胎儿性别的超声波技术的发展，每年大约有200,000女婴被杀死。除了杀死女婴之外，有些出生的女孩不会被登记或者直接被家庭抛弃，不能接受教育以及政府提供的合法权益。这种控制人口的方法导致中国出现了巨大的性别失衡。

## 中国女性的工作环境

### 女性的工作史

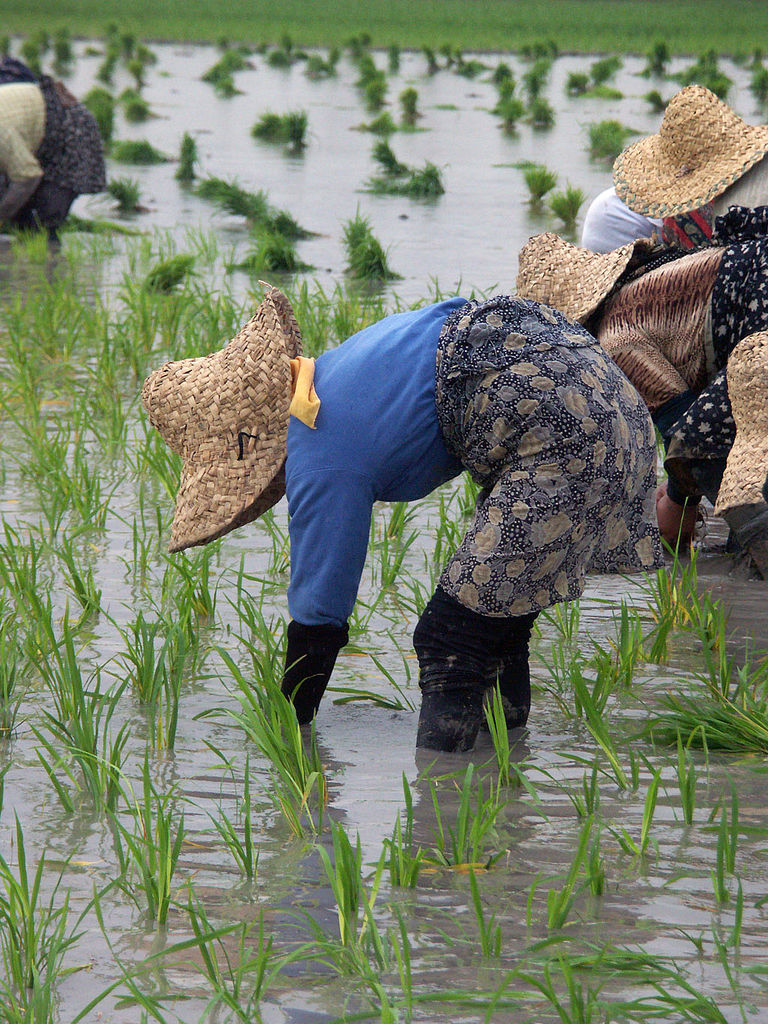
在稻田里工作的女性

在帝国时代，禁止女性拥有官职。女性拥有这些职位是不可想象的，因为她们在此期间经历了缠足，这阻止了她们从事任何类型的体力劳动。她们从事的都是对体力要求很少的工作，例如做家务和纺织品的售卖和使用等。
在毛泽东执政期间，中国女性需要从事体力劳动，以为农业和城市的现代化做贡献。为了补偿她们的辛勤劳动，她们获得了受教育权和政治权利。中国政府支持女性教育事业，女孩的入学率由人民共和国成立前（1949）的低于20%增长到了96.2%。中国政府试图通过提升成人教育和职业学校来减少女性文盲的数量。文盲的比例已经从1949年的90%下降到了1993年的32%。在共产党执政的前30年里，对女性的歧视逐渐减少，但是她们并未获得真正有决策权的工作。
现在，越来越多的中国女性得到了工作，她们获得了与工作量等同的收入。中国政府努力为女性争取更高的经济地位，自1949年建国以来，中国女性的就业率在上升。中国女性占国内劳动人口的44%，占世界女性劳动人口的34.5%。

### 农村地区
在中国的传统中，包括土地、金钱在内的各类财产奉行诸子均分制，家庭成员中的女性没有继承权。男性死亡后，财产需通过儿子传承，如果没有儿子的话，财产则由男性近亲继承。在农村地区，女性在农业生产中扮演的最关键的角色是维护对生产资料的所有权。在人口稀疏的地区，由于游耕的缘故，女性要做更多的农活。在人口密集区，由于广泛的犁地种植，需要男性做更多的农活。在种植、运送、收割的繁忙期间，女性不是在家里工作而是被带到田间劳作。在双季稻田地区，女性的参与度很高。她们同样也在茶叶种植中扮演了重要的角色。农村妇女的工作还包括猪和家禽的饲养、纺纱、编织、制作篮子和其他手工艺品。这类工作主要是为了补充农业收入。
虽然中华人民共和国政府推行男女平等的政策，但女性的财产权普遍受到侵蚀和剥夺。譬如土地一直以来是中国农村最为重要的生产资料，在中国现行土地制度下，男女应享有平等的权益，但女性权益普遍低于男性。2015年第三次中国妇女社会地位调查显示：2010年农业户口的农村妇女有土地的比例为78.6%，比男性低9.4个百分点。已婚女性有地的占79.8％，比已婚男性低10.2个百分点。未婚女性有地的占58.9％，比未婚男性低14.6个百分点；18至29岁年轻女性有地比例最低，仅为57.9％。同时，女性申请宅基地更为困难。

### 城市地区
中国的经济政策奠定了工业化的基础，推动发展出口导向型经济，这依赖于低工资的制造业以为世界市场生产消费品。年轻外地女工离开家乡到城市的工业区工作。工作类型包括出口导向型工业，电子产品和玩具的装配制造，服装制造，混合装配和鞋类制造行业等。香港和深圳是出口导向型工业的中心，年轻女工占深圳300万总人口的70%。
私营业主不愿意雇佣女性工作者，因为中国的法律规定雇主要为员工提供产假并支付分娩费用。

#### 农民工外出务工的原因

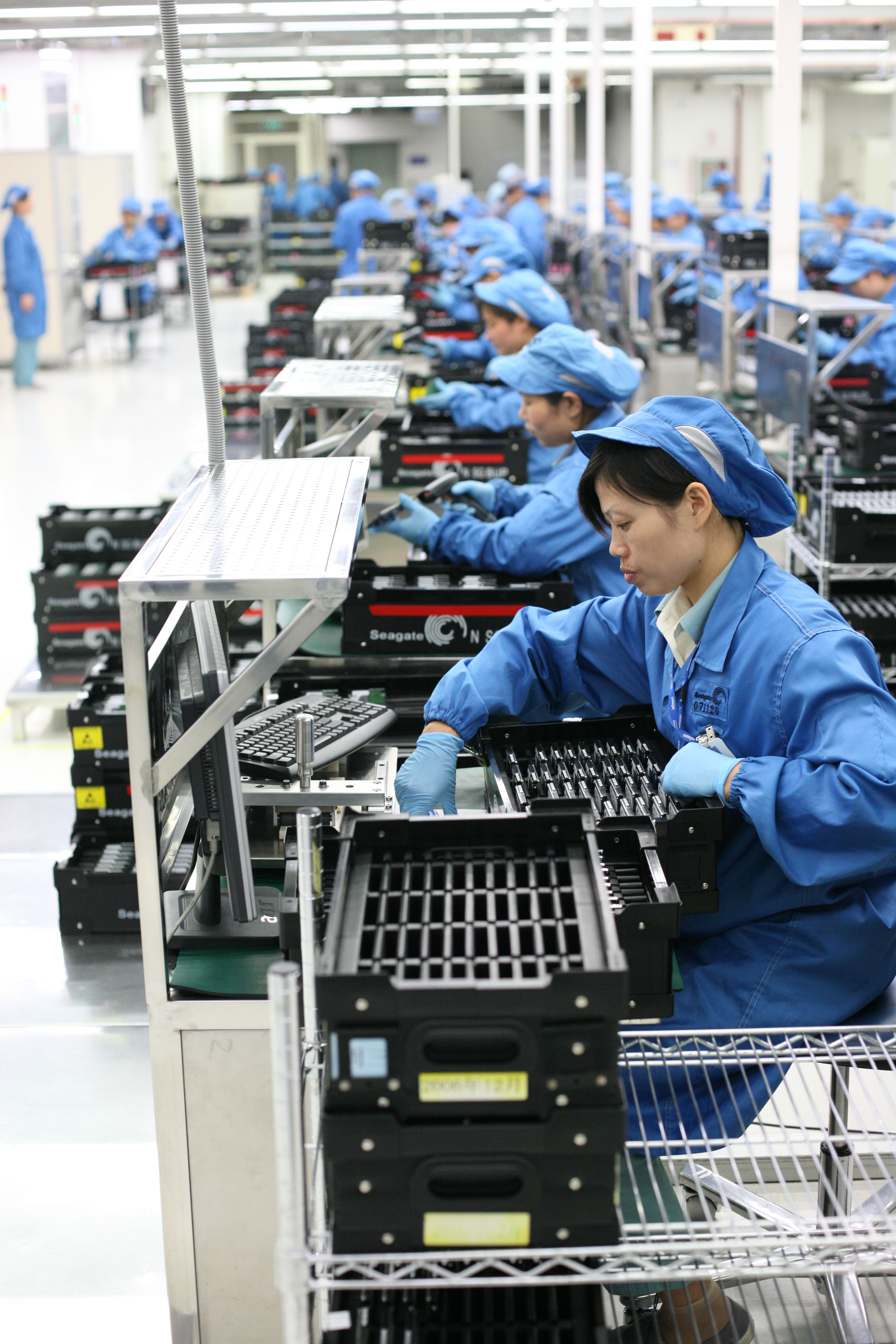
在希捷公司无锡工厂，女工在对2.5英寸的筆記型電腦硬盘进行最后的测试和质量检验。

近年来出现了中国农民工的移民潮，这开始于1984年，当时的永久居住登记制度变得不像以前严格了，允许人们移居到别的地方找工作。人们离开农村以求摆脱贫穷，女性离开是因为当地的工作机会有限。在城市里，女性可以在工厂里找到一份新的低薪工作，这些工作对技能的要求不是很高。根据国家统计局统计，男女民工数量的比例平均为2:1，预计有3000万到4000万女工在城市里工作，也就是香港和深圳这样的大城市。
2003年，在深圳經濟特區550万民工中，70%为女性。在深圳南山区，女性占整个劳动力的80%，平均年龄为23岁。年轻女工比年长的女工和男性都有优势，原因如下：第一，已婚女工流动性不高，较之于男性，女工越年轻就越可能是单身。年轻农村女工的优势主要在于她们不太可能怀孕，而且愿意也能够承受长时间的工作，她们拥有“灵巧的手指，也没有经验去诉求她们的法定权利。很多情况下，女工会签订表明她们不会在工作期间怀孕的劳动合同”。
为了家庭利益，农村女性比同龄的男性更容易被送往城市工作，主要是赚钱补贴家用并支持家中更有可能上大学的哥哥或弟弟。在中国，男性的受教育程度要高于女性，尤其是当一个家庭面临经济压力时，女性往往会辍学打工补贴家用。因为女性对家庭长远的财政稳定影响较小，因此也就没有了平等的发展机会。
新的制度允许农民迁移，但是不允许他们改变户籍或是享受迁往城市的任何福利。这就导致了外来务工人口迅速增长，而他们却不能享受到居住地包括医疗，住房和教育在内的任何福利待遇。许多外来务工人员特别是教育程度低的年轻女性，都没有意识到她们的权利。现如今，90%的外来务工人员都没有签订劳动合同，这是违反中国《劳动法》的。

#### 退化
工厂女工被称为“打工妹”。通常她们都是外来务工的年轻女性人员，且经历了非正式劳动力市场的分割，就职于低薪部门。出口导向型工厂的工人获得的是最低的薪水和最低的加班费，工厂提供食宿，但他们会因为违反工厂的规定而被扣工资。在20世纪90年代中期深圳的玩具工厂里，她们一天工作12小时，而平均日薪仅为1.10美元。
这些条件实现了“最大利润”，工人的日常生活围绕着工厂生产，也依赖于周边的区域经济。国家不允许当地存在工会组织，并让中华全国总工会（ACFTU）作为代表工人的合法论坛。在没有权利成立工会而只有受国家制约的全国总工会的情况下，外来务工女性很难获得合法的权利以及工厂公正的管理及待遇。中国人民大学2003年数据统计显示，90%的外来务工人员没有签订劳动合同，直接违反了中国的劳动法。根据全国总工会统计，农民工被拖欠工资达1000亿元。
相关组织正在努力通过职业培训和教育来帮助女性外来务工者获得劳动相关的权利。法律诊所开始帮助女性农民工向雇主和当地劳动局申请索赔。列举一个案例，北京华艺服装厂剥削女性员工，管理部门虐待员工的同时，还克扣了至少24名女工的工资。提出投诉后，妇女法律研究中心联合北京大学法律服务部帮助这些女工获得了170,000元的工资和补偿。
工人和雇主的关系代表了双方的需求，工厂直接需求大量低工资的劳动力，而年轻的工人却面临着长距离迁移后在工厂宿舍生活的不安全感。雇佣年轻的单身女性是为了方便管理。对于年轻女性的雇佣允许管理部门展示出最大的控制力和超越劳动力的权威。较之于年长的女性和男性工作者，年轻的单身女性更容易接受权威和管理要求。工厂主通常的做法是宣扬把工厂当作家庭，工厂管理者也建议注重工人在工厂这个环境中的潜意识。工厂内部的权力不均，导致管理者要求女工进行私人服务，从洗发到性服务。